# Antoni Drohojowski
Antoni Drohojowski herbu Korczak – podstoli przemyski w latach 1769–1772, cześnik przemyski w latach 1765–1769, miecznik przemyski w latach 1748–1765, pisarz grodzki przemyski w 1748 roku.
Był konsyliarzem województwa ruskiego w konfederacji radomskiej 1767 roku i marszałkiem sejmiku deputackiego przemyskiego 1767 roku.